# Местна дългокосместа (виторога) коза
Местна дългокосместа коза, Виторога коза е българска порода коза с предназначение добив на мляко, месо и кожи.
Козината добивана от тези кози в миналото е била материал за изработката на мутафчийски изделия а кожата за кукерски облекла.

## История
Същинското наименование и формиране на описанието на породните качества на козите става на територията на бившата ГДР. През 1960-те екипът на проф. Дитрих Алтман събира група дългокосмести кози от стопанства в Благоевградски окръг с цел запазване на оригиналния генетичен фонд преди масовото налагане на саанската порода кози в България. Така през 1968 г. 23 кози са настанени в Тюрингския зоопарк в Ерфурт. Закупуването на козите става благодарение на отпусната валута от Министерство на културата на ГДР. В процеса на дългогодишното развъждане на козите в ГДР се установява, че те устойчиво предават типа си в поколенията. Това показва, че те са местна автохтонна порода с установен от столетия тип. След Обединението на Германия местни фермери придобиват кози от породата и поемат развъждането като допълнително разширяват генофонда. В Германия козите са наричани с името „Bulgarische schraubenhörnige Langhaarziege“. Кози от породата се завръщат в България едва в началото на XXI век като се отглеждат основно в стопанства от Пиринска Македония, както и съседни райони – естествените местообитания на козите преди десетилетия. Приликите на породата с кози от Местна дългокосместа (калоферска) коза са причина двете породи да бъдат разглеждани като отделни отродия – Калоферско и Малашевско. Географското разпространение и някои особености са причина те да бъдат отделени като различни породи. Първото представяне на екземпляри от породата в България е на изложението в град Сливен през 2010 г.

## Разпространение
Породата е разпространена в стопанства в селища намиращи се в района на Югозападна България в полите на Пирин и Родопите. Създадена е посредством продължителна народна селекция.
Към 2013 г. броят на представителите на породата е бил 900 индивида.
Рисков статус – застрашена.
Освен в частни колекционерски стада в Германия кози от породата се отглеждат и в зоопарковете в Берлин, Котбус и Щендал както и в зоопарка Munkholm в Дания.

## Описание
Главата е малка с триъгълна форма, профилът е леко вдаден. Ушите са къси и изправени напред. Специфичната характеристика в екстериора са спираловидно навитите и изправени рога при женските. Това е и причина местното население да ги нарича „пръчовидни кози“. По-рядко се срещат и кози с рога, наричани от местните „заднороги“. При мъжките (пръчове) рогата за доста по-едри и варират на дължина от 33 до 48 сантиметра. Козината е дълга, но окосмяването не е така обилно като при Калоферската коза. При пръчовете в областта на холката козината е със средна дължина от 25,33 cm, а при крупата е 29,05 cm. За разлика от Калоферската коза козината е по-суха и по-груба. Цветът е богат на нюанси и оттенъци. По-голямата част са предимно сиви като сред тях се открояват индивиди с характерен сив цвят наричани „бардзия“. При нея е характерно по-тъмно седло и страни на тялото със сиво-кафяво пигментиране в останалите части на тялото.
Височината при холката при пръчовете е 73,08 cm, а при козите – 66,75 cm.